# Григориј Мјасоједов
Григориј Григоријевич Мјасоједов (рус. Григо́рий Григо́рьевич Мясое́дов; 19. април 1834, — 31. децембар 1911) био је руски сликар реалиста повезан са покретом Передвижници.

## Биографија
Његов отац био је припадник мањег племства и аутор књиге под насловом Статистички економски преглед јужног дела Тулске губерније. Школовање је започео у Гимназији у Орлу, али није завршио студије пре него што се уписао на Империјалну академију уметности, где су му предавали Тимофеј Неф и Алексеј Тарасович Марков. Године 1862. добио је златну медаљу за слику „Лет Григорија Отрепјева из гостионице“ (сцена из Бориса Годунова Пушкина).
Пошто је добио стипендију, посетио је Париз, Фиренцу, Рим и Шпанију на студијским путовањима. По повратку у Русију 1870. године именован је за академика. Убрзо након тога, постао је један од оснивача „Удружења путујућих уметничких изложби“ (Передвижники),> остајући истакнути учесник и присталица покрета до краја живота. Године 1876. отишао је да живи на фарми у близини Харкова и почео да ствара симпатичне приказе сељачког живота.
Од 1861. до 1881. био је ожењен пијанисткињом Јекатерином Кривцовом, али се од ње раздвојио када је била трудна са његовим сином  Иваном, због сумње да Иван није његово дете. Убрзо се поново оженио (уметницом Ксенијом Ивановом), али су његове сумње остале и није дозволио Ксенији да третира Ивана као сина. Неколико година, Иван је био стављен на старање Мјасоједовљевог пријатеља и колеге Александра Кисељова.
Године 1883. Мјасоједов је био модел за Ивана Грозног на слици Иље Рјепина Иван Грозни и његов син Иван.
Године 1889. стекао је велико властелинство у Полтави, са парком, рибњацима и баштама, где се Иван поново придружио породици. Док је био тамо, осликао је завесу и дизајнирао сценографију за локално позориште. Организовао је и уметничку школу 1894. године и написао књигу о баштованству. Дао је оставку у Академију 1902. године, у знак протеста због њихових наставних метода.
Иако је радио на разним темама, увек је волео религиозно сликарство и планирао је триптих „Света Русија“ када је умро. Након неких бирократских препуцавања око здравствених дозвола, сахрањен је на свом имању које је од 1926. године дом Опсерватиорије (ПГО).

## Галерија
- Земство на ручку (1872)
- Читање манифеста (1881)
- Заузето време за косаче (1887)